# Hexatoma (Euhexatoma) triphragma
Hexatoma (Euhexatoma) triphragma is een tweevleugelige uit de familie steltmuggen (Limoniidae). De soort komt voor in het Oriëntaals gebied.